# Giải bóng đá U-17 Quốc gia 2008
Giải bóng đá U17 Quốc gia Việt Nam 2008 có tên gọi chính thức là Giải bóng đá U17 Quốc gia Việt Nam - Cúp Báo Bóng Đá 2008 là mùa giải thứ 5 do VFF tổ chức. Giải đấu này diễn ra theo hai giai đoạn, các trận đấu tại vòng loại sẽ diễn ra từ ngày 5/6 đến ngày 5/7/2008. Sau khi kết thúc vòng loại, 8 đội lọt vào Vòng chung kết sẽ tranh tài từ 3/7 đến 13/7/2008.

## Điều lệ
21 đội bóng tham dự vòng loại từ ngày 5/6 đến ngày 22/6/2008.
- Bảng A: gồm 9 đội: Cà Mau, Bình Dương, Bình Phước, Tây Ninh, Đồng Tâm Long An, Bến Tre.
- Bảng B: gồm 8 đội: Ninh Thuận, Đồng Nai, Bình Định, Quân khu 7, Phú Yên, Khánh Hoà, Bà Rịa - Vũng Tàu.
- Bảng C: gồm 8 đội: Hà Nội, Vĩnh Phúc, Quân khu 4, Hải Phòng.
- Bảng D: gồm 4 đội: Nam Định, Than Quảng Ninh, Hà Nội ACB, Thể Công.

## Cơ cấu giải thưởng
Đội vô địch: Cúp, Huy chương vàng, bảng danh vị và giải thưởng: 60.000.000đ
Đội thứ nhì: Huy chương bạc, bảng danh vị và giải thưởng: 40.000.000đ
Hai đội đồng giải ba: Huy chương đồng, bảng danh vị và giải thưởng: 30.000.000đ/đội
(Mỗi bộ huy chương gồm 25 chiếc)
Giải phong cách: 10.000.000đ
Cầu thủ xuất sắc nhất Vòng chung kết: 5.000.000đ
Cầu thủ ghi nhiều bàn thắng nhất Vòng chung kết: 3.000.000đ
Nếu trường hợp nhiều cầu thủ ghi được số bàn thắng cao nhất bằng nhau, thì giải thưởng sẽ được chia đều cho các cầu thủ đó.
Thủ môn xuất sắc nhất Vòng chung kết: 3.000.000đ
Trọng tài xuất sắc nhất Vòng chung kết: 3.000.000đ.

## Vòng chung kết
8 đội bóng góp mặt tại Vòng chung kết năm nay gồm 6 đội xuất sắc vượt qua vòng loại là Bình Định, Bình Phước, Đạm Phú Mỹ Nam Định, TTBĐ Hải Phòng, S.Khánh Hoà, Becamex Bình Dương và 2 đội được đặc cách vào thẳng Vòng chung kết là Đương kim vô địch TCDK. Sông Lam Nghệ An và chủ nhà SHB Đà Nẵng. 8 đội được chia làm 2 bảng thi đấu vòng tròn 1 lượt tại mỗi bảng để tính điểm xếp hạng. Hai đội nhất, nhì tại mỗi bảng giành quyền vào thi đấu tại Bán kết.

### Bảng A
Kết quả chi tiết
|  | v |  |
|  | - |  |
|  |   |  |

|  | v |  |
|  | - |  |
|  |   |  |

|  | v |  |
|  | - |  |
|  |   |  |

|  | v |  |
|  | - |  |
|  |   |  |

|  | v |  |
|  | - |  |
|  |   |  |

|  | v |  |
|  | - |  |
|  |   |  |

| Bảng xếp hạng bảng A | Bảng xếp hạng bảng A | Bảng xếp hạng bảng A | Bảng xếp hạng bảng A | Bảng xếp hạng bảng A | Bảng xếp hạng bảng A | Bảng xếp hạng bảng A | Bảng xếp hạng bảng A | Bảng xếp hạng bảng A |
| -------------------- | -------------------- | -------------------- | -------------------- | -------------------- | -------------------- | -------------------- | -------------------- | -------------------- |
| Thứ tự               | Đội bóng             | Trận                 | Thắng                | Hòa                  | Thua                 | Bàn thắng            | Bàn thua             | Điểm                 |
| 1                    | SHB Đà Nẵng          | 3                    | 3                    | 0                    | 0                    | 7                    | 2                    | 9                    |
| 2                    | Bình Định            | 3                    | 2                    | 0                    | 1                    | 5                    | 4                    | 6                    |
| 3                    | Nam Định             | 3                    | 1                    | 0                    | 2                    | 6                    | 2                    | 3                    |
| 4                    | Bình Phước           | 3                    | 0                    | 0                    | 3                    | 2                    | 9                    | 0                    |

### Bảng B
|  | v |  |
|  | - |  |
|  |   |  |

|  | v |  |
|  | - |  |
|  |   |  |

|  | v |  |
|  | - |  |
|  |   |  |

|  | v |  |
|  | - |  |
|  |   |  |

|  | v |  |
|  | - |  |
|  |   |  |

|  | v |  |
|  | - |  |
|  |   |  |

| Bảng xếp hạng bảng B | Bảng xếp hạng bảng B | Bảng xếp hạng bảng B | Bảng xếp hạng bảng B | Bảng xếp hạng bảng B | Bảng xếp hạng bảng B | Bảng xếp hạng bảng B | Bảng xếp hạng bảng B | Bảng xếp hạng bảng B |
| -------------------- | -------------------- | -------------------- | -------------------- | -------------------- | -------------------- | -------------------- | -------------------- | -------------------- |
| Thứ tự               | Đội bóng             | Trận                 | Thắng                | Hòa                  | Thua                 | Bàn thắng            | Bàn thua             | Điểm                 |
| 1                    | Sông Lam Nghệ An     | 3                    | 2                    | 1                    | 0                    | 7                    | 0                    | 7                    |
| 2                    | Becamex Bình Dương   | 3                    | 1                    | 2                    | 0                    | 2                    | 1                    | 5                    |
| 3                    | Hải Phòng            | 3                    | 1                    | 0                    | 2                    | 5                    | 8                    | 3                    |
| 4                    | Khánh Hòa            | 3                    | 0                    | 1                    | 2                    | 2                    | 7                    | 1                    |

## Vòng bán kết
|  | v |  |
|  | - |  |
|  |   |  |

|  | v |  |
|  | - |  |
|  |   |  |

## Trận chung kết
|  | v |  |
|  | - |  |
|  |   |  |

|  |   | Luân lưu 11m |
|  | ' |              |

## Tổng kết mùa giải
- Vô địch: U17 Sông Lam Nghệ An (Cờ, Hua chương vàng và 40 triệu đồng)
- Giải Nhì: U17 Đà Nẵng (Cờ, Huy chương bạc và 30 triệu đồng)
- Đồng giải Ba: U17 Becamex Bình Dương và U17 Bình Định (Cờ, Huy chương đồng và 10 triệu đồng).
- Cầu thủ xuất sắc nhất: Nguyễn Đình Bảo (Sông Lam Nghệ An)
- Cầu thủ vua phá lưới: Nguyễn Đình Bảo (Sông Lam Nghệ An - 8 bàn)
- Thủ môn xuất sắc nhất: Trần Nguyên Mạnh (Sông Lam Nghệ An).